# بطولة الأمم الخمس 1927
بطولة الأمم الخمس 1927 (بالإنجليزية: 1927 Five Nations Championship)‏ هو الموسم 40 من بطولة الأمم الخمس. كان عدد الأندية المشاركة فيه 5، وفاز فيه منتخب إسكتلندا الوطني لاتحاد الرغبي، ومنتخب أيرلندا الوطني لاتحاد الرغبي.